# Ana Marcello Santos
Ana Marcello Santos (León, 19 de maig de 1984) és una política, diputada per Lleó al Congrés en la XI i XII Legislatures.

## Biografia
El 2004 es va diplomar en Treball Social per la Universitat de Lleó. Entre 2008 i 2015 va treballar com a coordinadora del servei d'ajuda a domicili. Ha format part d'un projecte d'economia social solidària i és activista en pro dels drets humans, especialment el dret a un habitatge digne. És diputada al Congrés per Lleó després de les eleccions generals de 2015 i 2016. Forma part de la Comissió de Pressupostos i és portaveu adjunta de la Comissió d'Ocupació i Seguretat Social i de la Comissió de Sanitat i Serveis Socials.